# Michaelerplatz

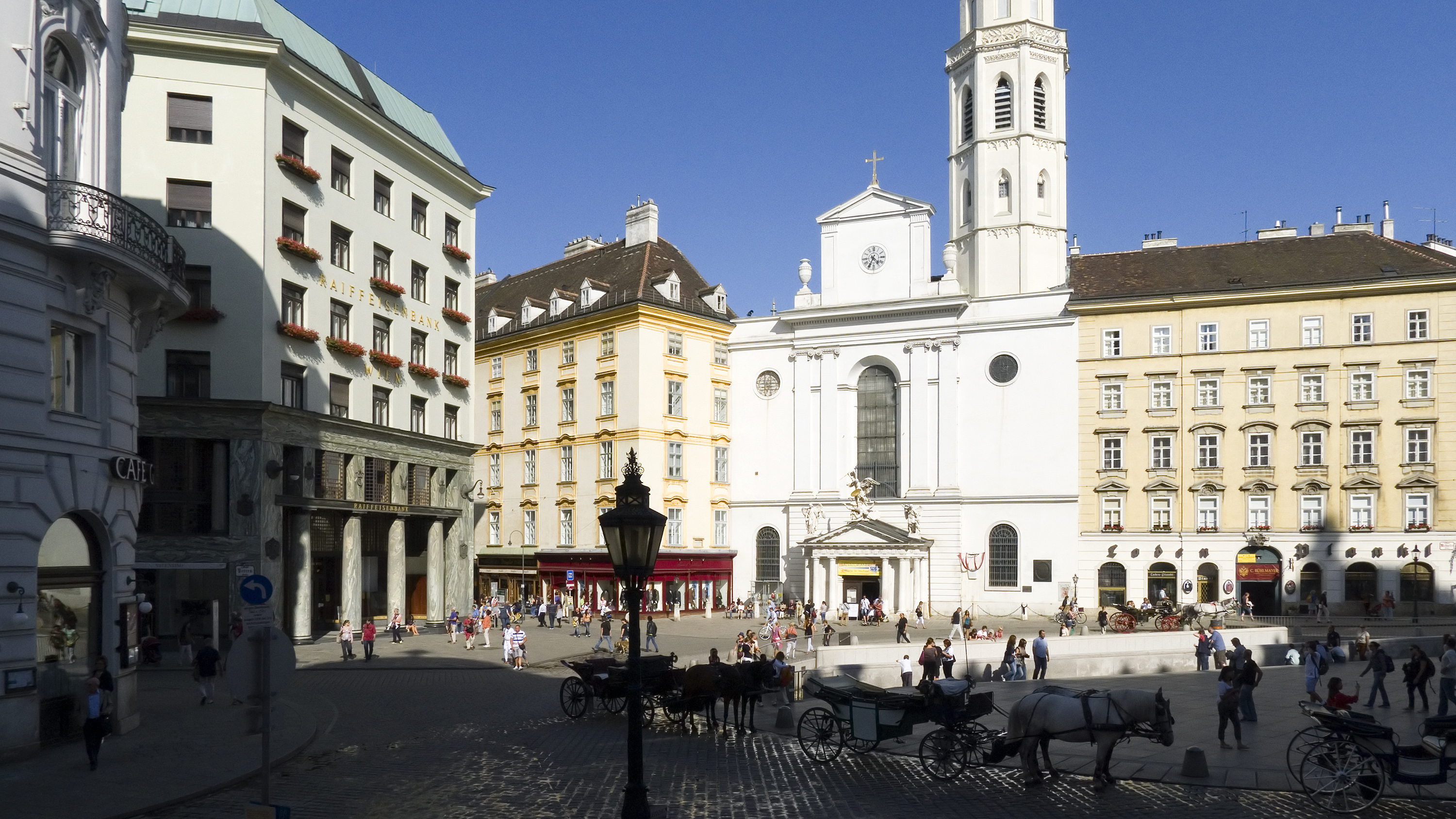
Michaelerplatz cu Looshaus și Michaelerkirche

Michaelerplatz este o piață din centrul orașului Viena care a fost amenajată în jurul anului 1725 și refăcută în stil baroc abia la sfârșitul secolului al XIX-lea.

## Istoric

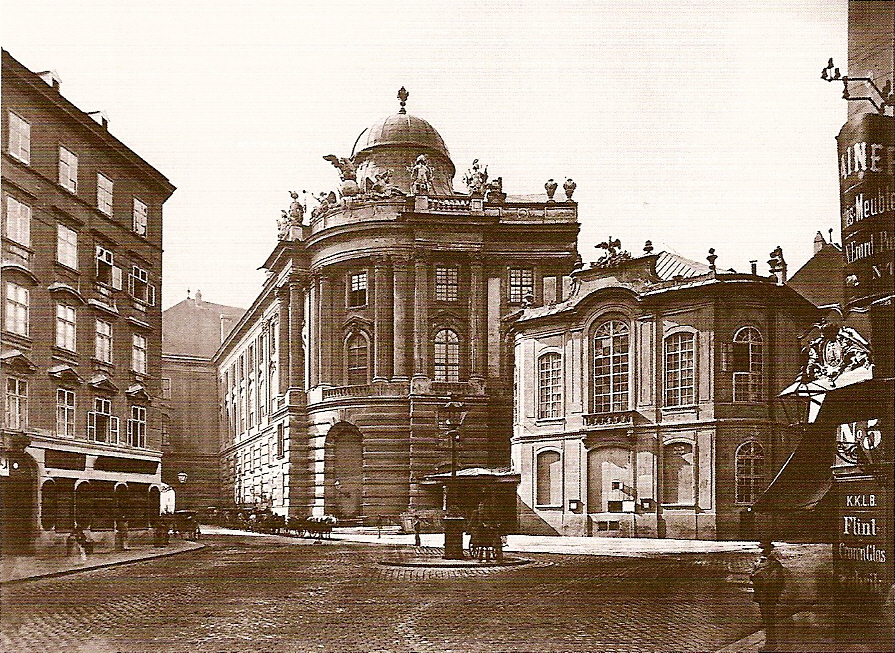
Vechiul Burgtheater din Michaelerplatz (demolat la sfârșitul secolului al XIX-lea)

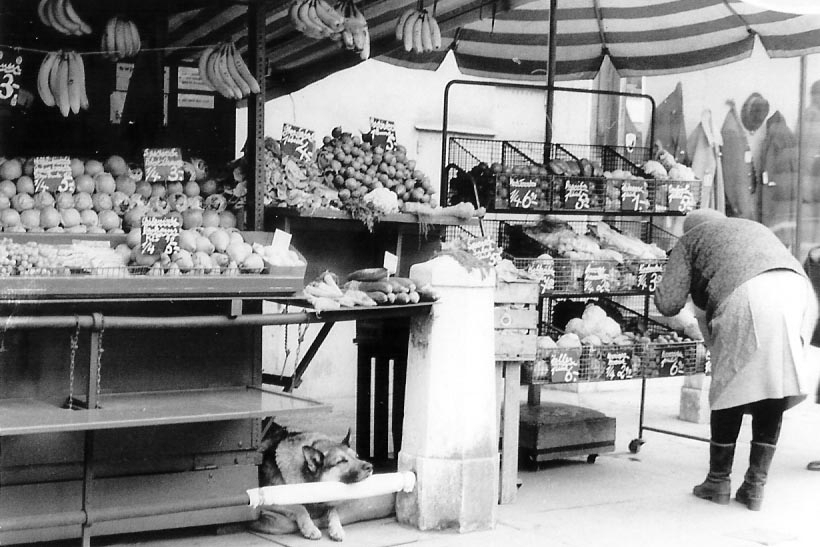
Un stand de fructe și legume la colțul cu Kohlmarkt în anii 1960

Piața a primit acest nume prin anul 1850 după ce ducele  Leopold al VI-lea a ctitorit în 1221 biserică parohială Sf. Mihail pentru curtenii și cetățenii care trăiau în apropierea Palatului Imperial Hofburg. Timp de câteva secole, piața neregulată a fost reproiectată în 1725 ca urmare a planurilor lui Joseph Emanuel Fischer von Erlach pentru aripa Michaelertrakt a Hofburgului. Lucrările de construcții de pe aripa stângă au început prin 1729, dar au stagnat în ultimii ani ai domniei împăratului Carol al VI-lea și au fost reluate după redeschiderea în 1741 a sălii de bal de către Maria Tereza. Realizarea planurilor baroce a fost urmată de Ferdinand Kirschner aproximativ 150 de ani mai târziu, în perioada 1889-1893, de demolarea clădirii Burgtheater din centrul pieței.
În toamna anului 1838 a fost instalată în Michaelerplatz prima instalație de iluminat cu gaz dina Viena. Antreprenorul Georg Pfendler, fondatorul și directorul „Österreichischen Gesellschaft zur Beleuchtung mit Gas”, a pus un candelabru cu șase becuri cu gaz în piață. Gazul provenea dintr-o exploatare a Gaswerk Roßau. În anul 1927 a fost instalat în Michaelerplatz primul sens giratoriu din Viena.

## Clădiri importante

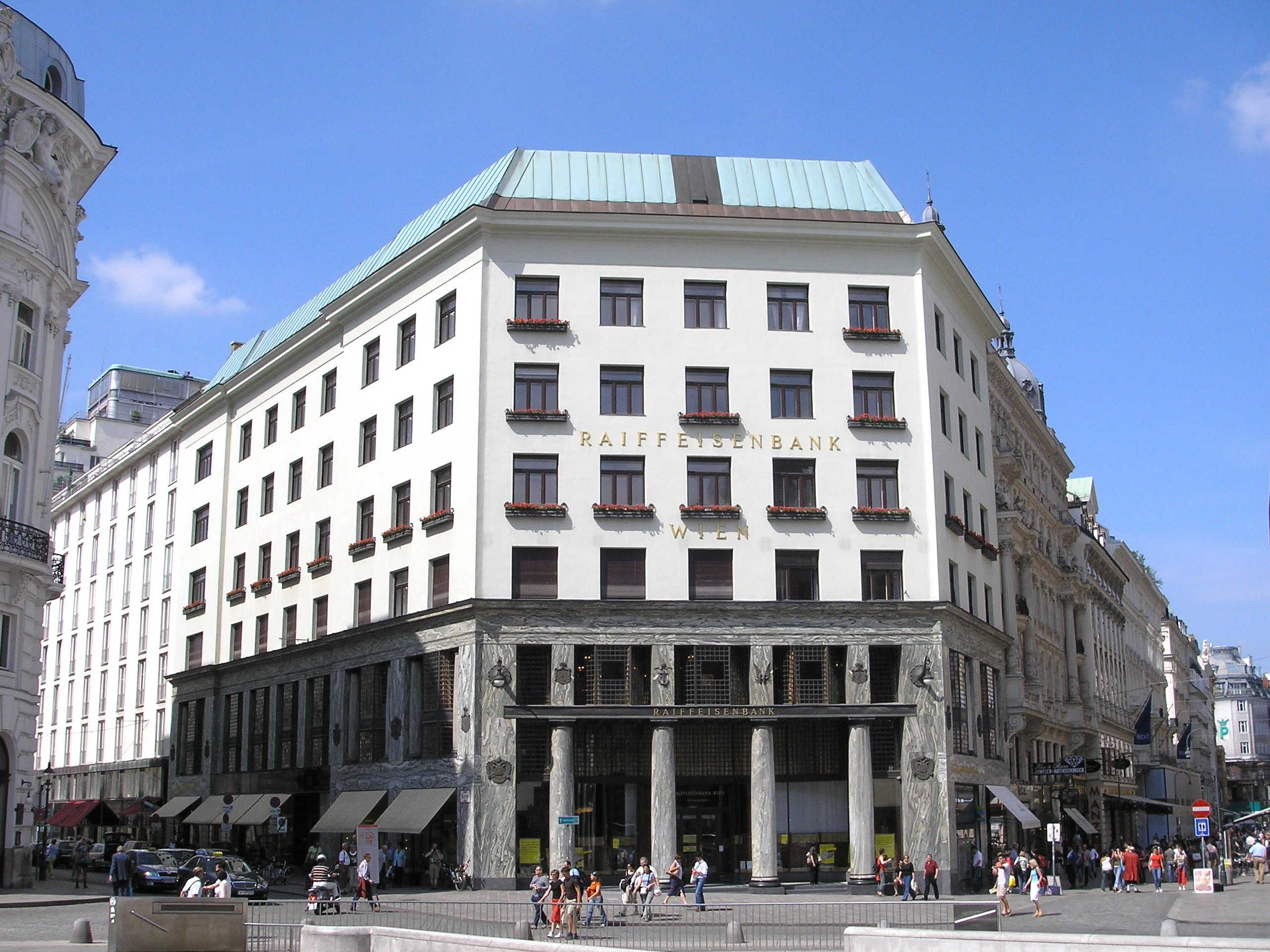
Looshaus

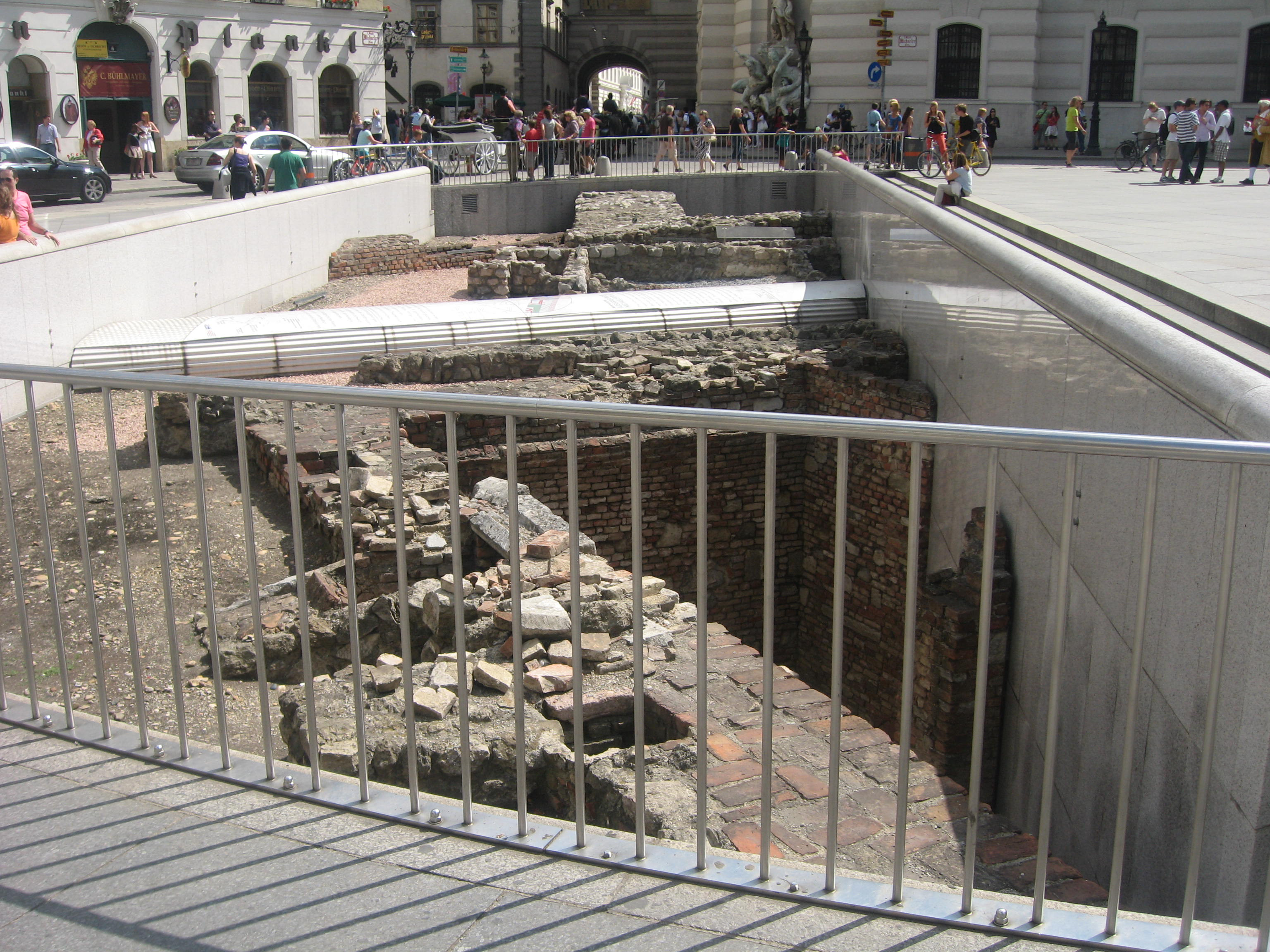
Ruinele descoperite în centrul pieţei

În Michaelerplatz sunt grupate o serie de clădiri importante. Pe lângă deja menționata aripă Michaelertrakt a palatului Hofburg (Michaelerplatz 1, cu o cupolă deasupra trecerii prin poarta palatului), care a fost concepută ca o trăsătură dominantă a axei vizuale a străzii Kohlmarkt, se află o clădire construită la începutul secolului al XX-lea după planurile lui Adolf Loos și numită Looshaus (Michaelerplatz 3). Așa-numitul Palais Herberstein (Michaelerplatz 2), un nou palat baroc înălțat în locul vechiului Palais Dietrichstein-Herberstein, a încercat să se adapteze la stilul aripii Michaelertrakt. Una dintre cele mai semnificative clădiri din Viena, din punct de vedere istoric și cultural, este Biserica Sf. Mihail. Alte clădiri istorice sunt Große Michaelerhaus (Michaelerplatz 4), construită în 1720 de Giovanni Battista Maderna și Kleine Michaelerhaus (Michaelerplatz 6), construită în 1732. Biserica se află la numărul 5. Ruinele descoperite începând din anul 1991 în centrul Michaelerplatz în urma unor săpături arheologice sunt accesibile permanent publicului.